# Ligament poplité oblique
Le ligament poplité oblique est un ligament postérieur de l'articulation fémoro-tibiale. Il fait partie du plan fibreux postérieur du genou.

## Description
Le ligament poplité oblique est une expansion fibreuse en éventail qui se détache du bord latéral du tendon du muscle semi-membraneux. 
Il se termine sur la partie latérale de la face postérieure de la capsule de l'articulation fémoro-tibiale, sur la fabella et au-dessus de la face postérieure du condyle latéral du fémur.

### Remarque
Il ne doit pas être confondu avec le tendon réfléchi du muscle semi-membraneux qui contourne l'épicondyle médial du fémur.

## Aspect clinique
Le ligament poplité oblique peut être lésé, entraînant une déformation en valgus . La réparation chirurgicale du ligament donne souvent de meilleurs résultats que la prise en charge conservatrice . 
Le ligament poplité oblique peut être sectionné lors d'une chirurgie réparatrice méniscale sous arthroscopie . 